# Charles Pictet de Rochemont

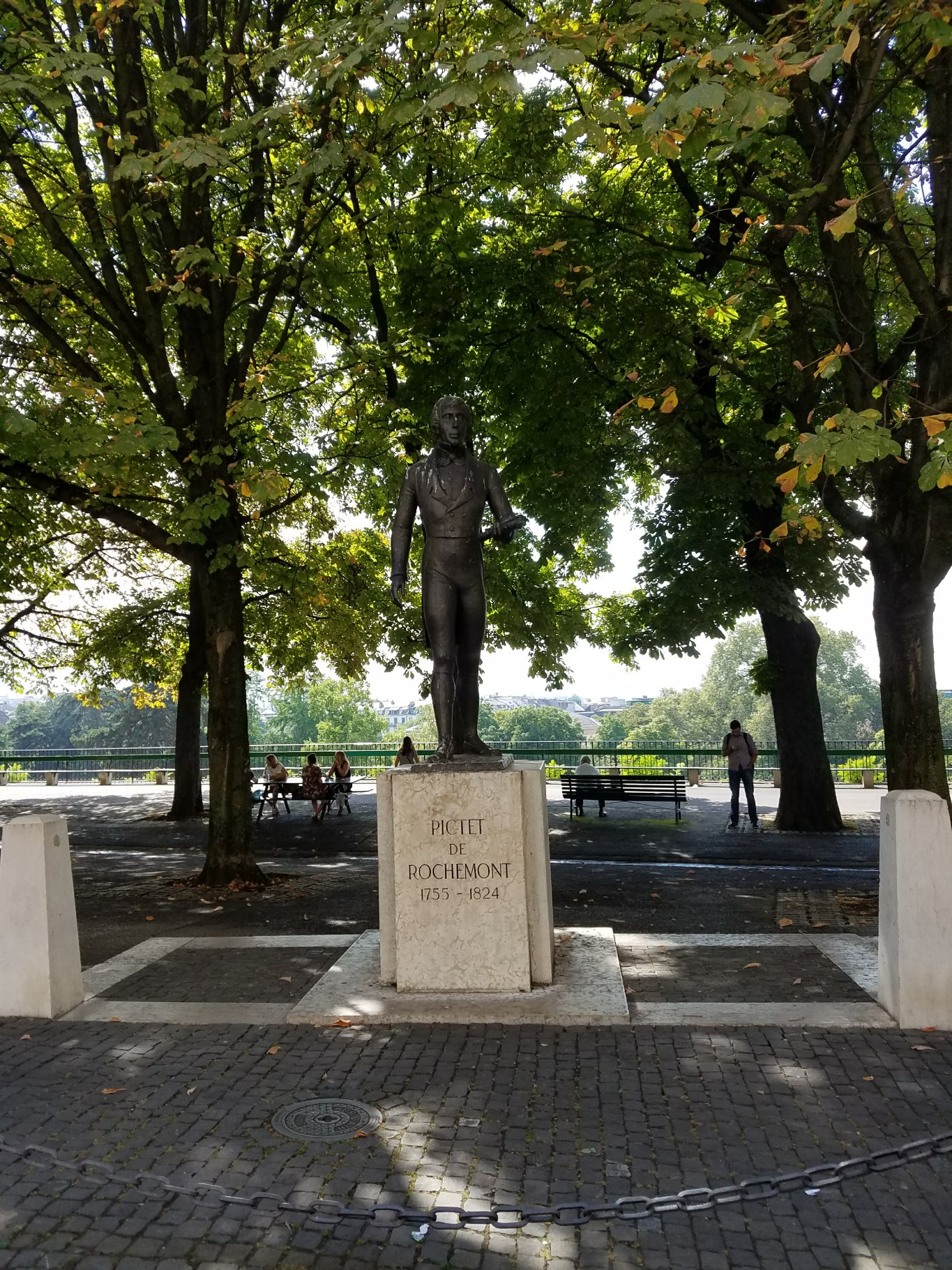
Pomnik Charlesa Picteta de Rochemont na Promenade de la Treille w Genewie

Charles Pictet de Rochemont (ur. 21 września 1755 w Genewie, zm. 28 grudnia 1824 w Lancy) – szwajcarski agronom, dyplomata i polityk, który przygotował deklarację o wieczystej neutralności Szwajcarii ratyfikowaną przez wielkie mocarstwa w 1815.

## Życiorys
Początkowo służył we francuskiej armii, później w 1789 osiadł w Genewie i zreorganizował milicję. Był członkiem Rady Stanu Genewy. Podczas rządów terroru jakobińskiego w 1794 został aresztowany i potem uwięziony. Gdy w 1813 podczas odwrotu armii napoleońskiej została przywrócona Republika Genewska, wznowił działalność polityczną, biorąc udział w pracach rządu tymczasowego w grudniu 1813. W styczniu 1814 w imię niezależności Genewy i unii z Konfederacją Szwajcarską spierał się ze sprzymierzonymi władcami w Bazylei i uzyskał później niezależność jego kantonów w traktacie paryskim z maja 1814. Od października 1814 był przedstawicielem Republiki Genewskiej na Kongresie wiedeńskim, na którym pomógł ustalić przyłączenie Genewy do odbudowanej Konfederacji Szwajcarskiej, a po ostatecznej porażce Napoleona pod Waterloo, na konferencji paryskiej od sierpnia do listopada 1815 reprezentował całą Konfederację Szwajcarską. Osobiście przeredagował akt, który jako podstawę przyjmował wieczystą neutralność Szwajcarii z mocą od 20 marca 1815. Od stycznia do marca 1816 brał udział w misji dyplomatycznej do Turynu, na której ustalał rektyfikację granicy szwajcarsko-sardyńskiej (traktat w Turynie z marca 1816). Napisał wiele prac z dziedziny rolnictwa, m.in. Cours d'agriculture anglaise (1807-1810).